# Kanaal Dessel-Turnhout-Schoten
Kanaal Dessel-Turnhout-Schoten – kanał w Belgii, w prowincji Antwerpia. Jego długość wynosi 64 km. Swój bieg rozpoczyna od skrzyżowania dróg wodnych z kanałami Bocholt-Herentals oraz Dessel-Kwaadmechelen w okolicach Dessel i biegnie na północ, przy Arendonk skręcając na wschód. Następnie kanał płynie przez Turnhout i dalej na wschód aż do Schoten niedaleko Antwerpii, gdzie łączy się z Kanałem Alberta. Fragment od Dessel do Turnhout powstał w latach 1844–1846, a odcinek od Turnhout do Schoten w latach 1854–1875.